# قاعدة بيرل هاربور-هيكام المشتركة
21°20′57″N 157°56′38″W / 21.34917°N 157.94389°W

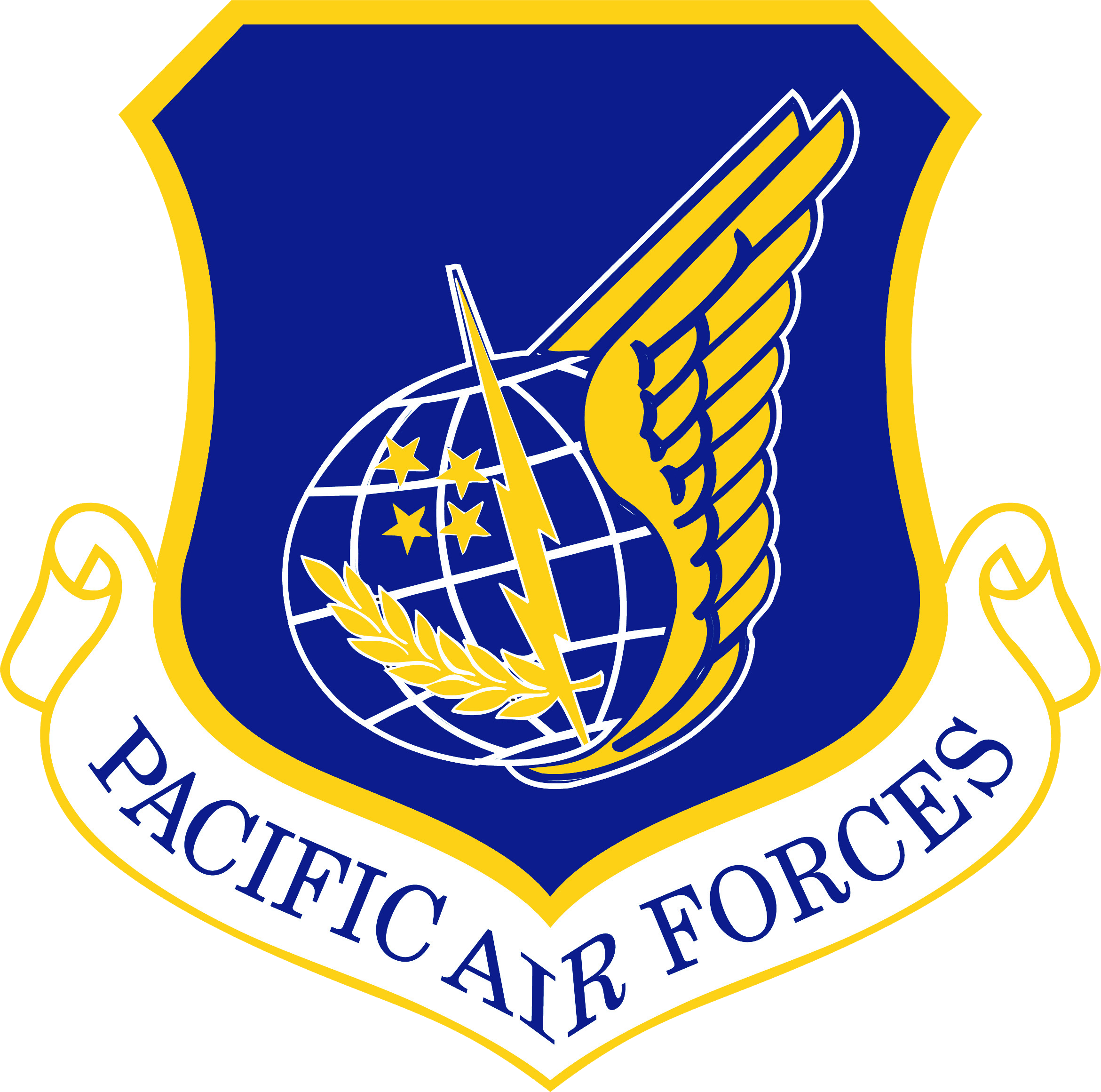
شعار قاعدة بيرل هاربور-هيكام المشتركة بإسم القوات الجوية الباسفيك

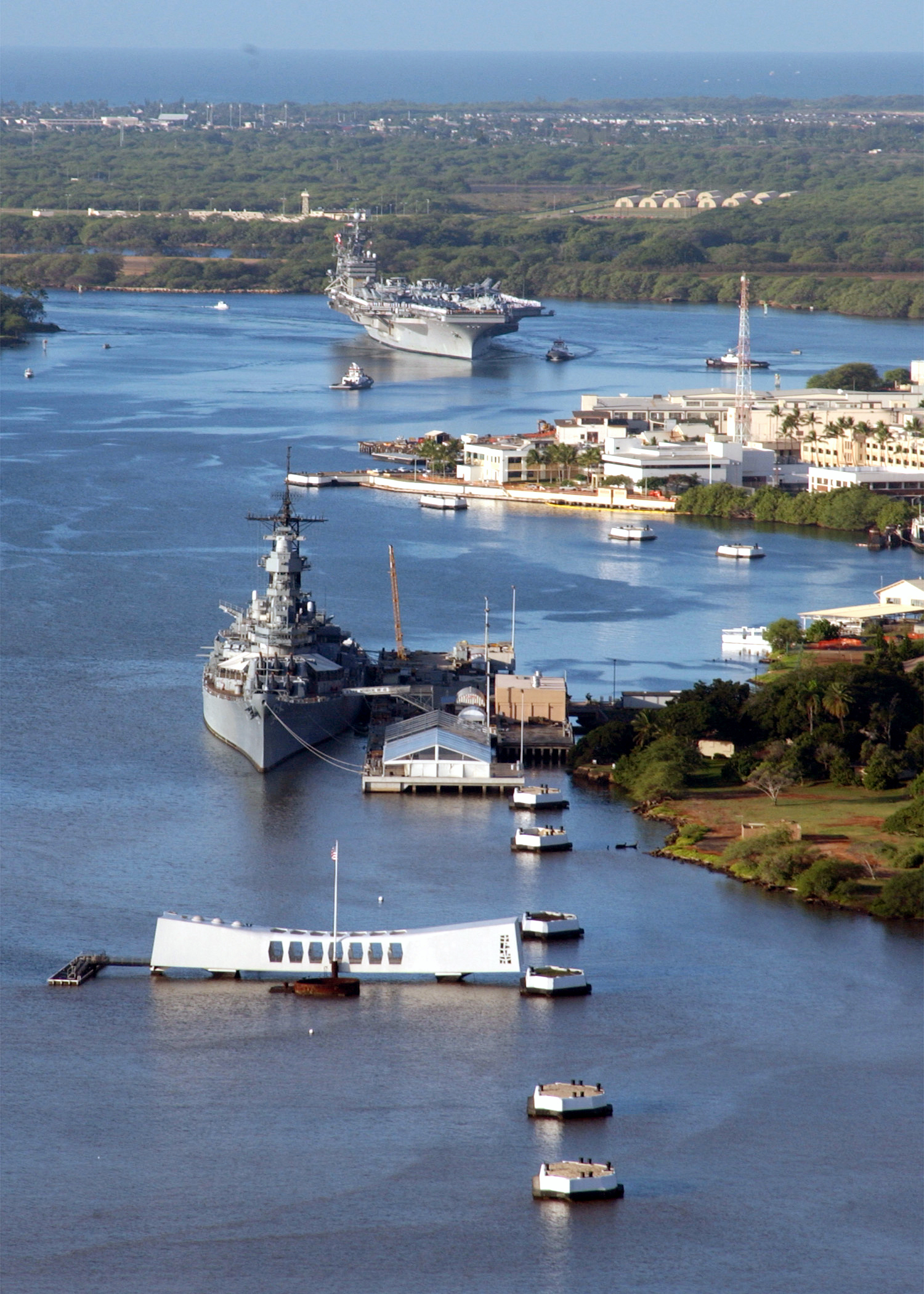
صورة من القاعدة الجوية في بيرل هاربور

قاعدة بيرل هاربور-هيكام المشتركة (بالإنجليزية: Joint Base Pearl Harbor–Hickam)‏ ، هي قاعدة عسكرية جوية موجودة في الساحل من المحيط الهادي في بيرل هاربر بمدينة هاواي بولاية هونولولو الأمريكية، أسس القاعدة سنة 1898م، وجدد بناءه عام 2010م.

## معرض صور

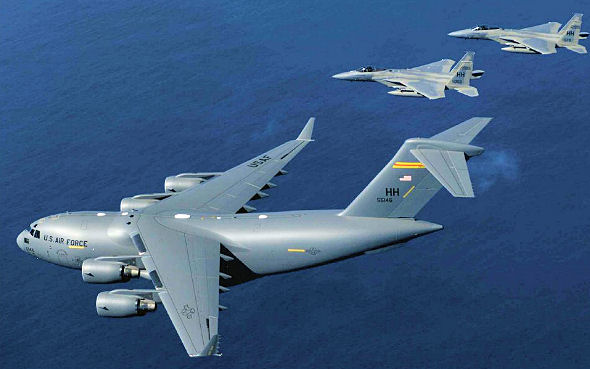
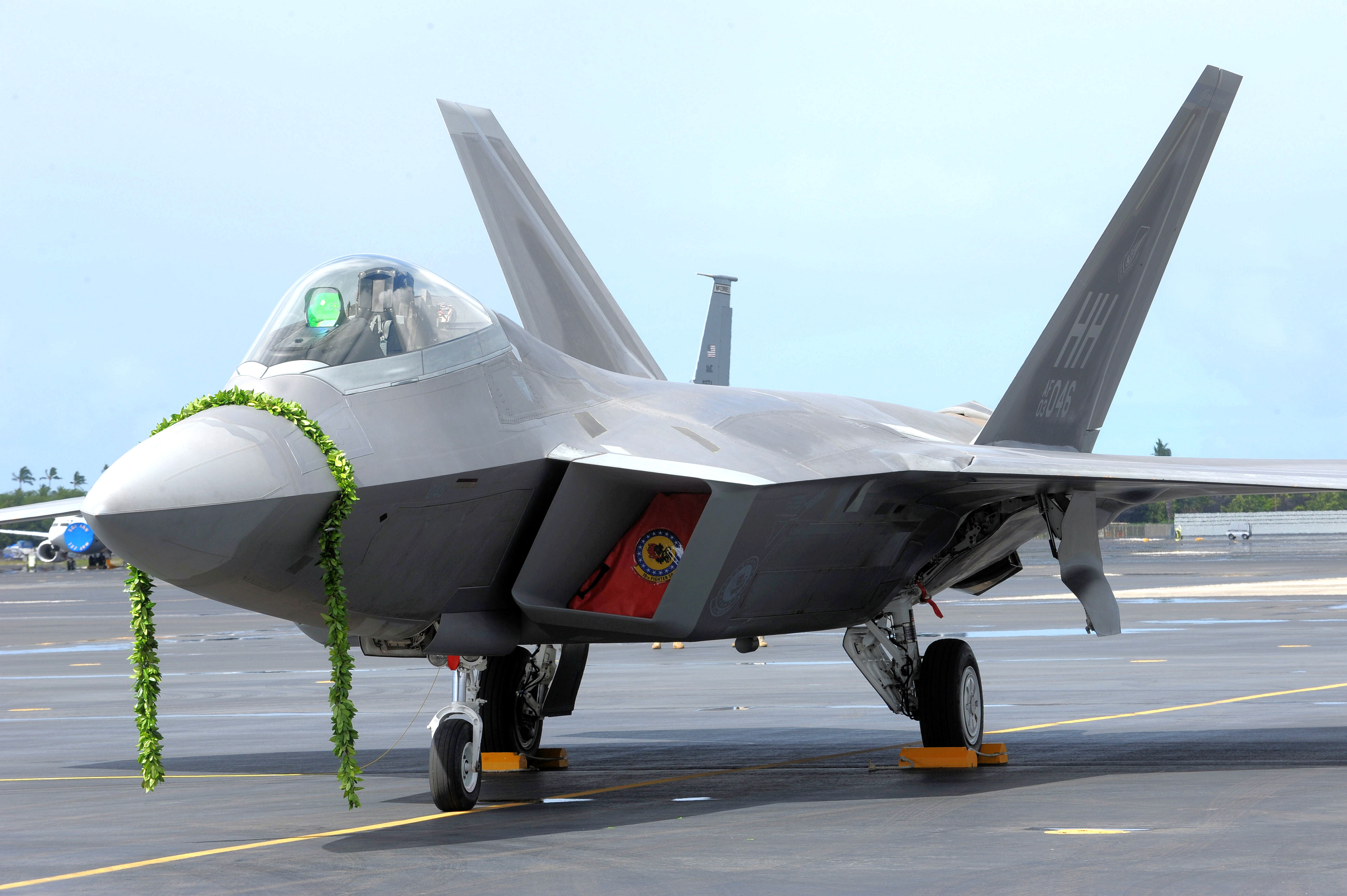
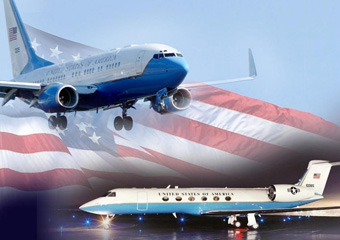
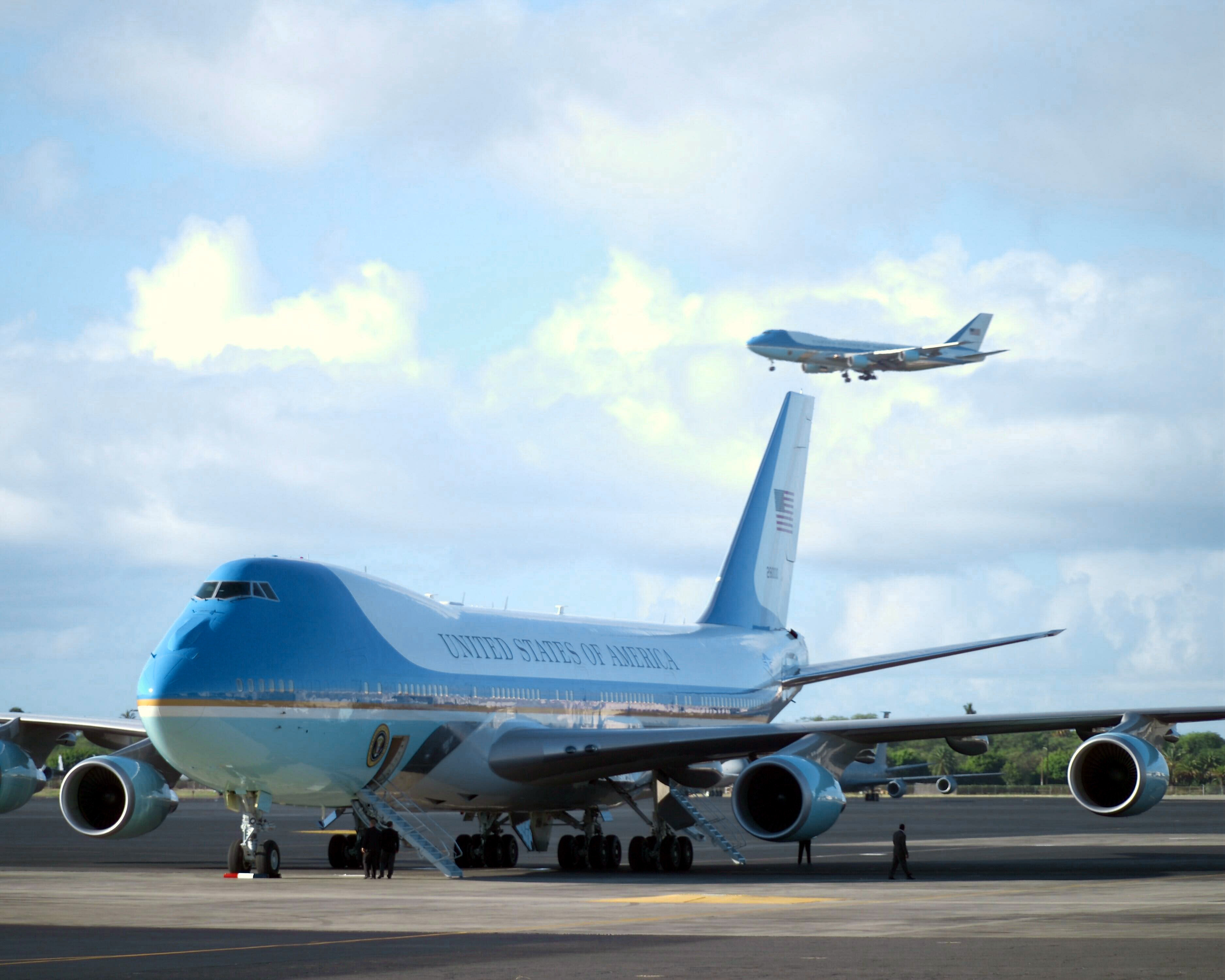

## مصدر
1. ↑  "Joint Base Pearl Harbor-Hickam". نظام معلومات الأسماء الجغرافية, U.S. Geological Survey.
2. ↑  "Pearl Harbor merging with Hickam Air Force Base". The Associated Press. مؤرشف من الأصل في 2018-12-14. اطلع عليه بتاريخ 2014-04-28.

## وصلة خارجية
- الموقع الرسمي

‌